# 해스컬 웩슬러
해스컬 웩슬러(영어: Haskell Wexler, 1922년 2월 6일 ~ 2015년 12월 27일)는 미국의 영화 촬영 기사이다. 《밤의 열기 속으로》(1967), 《뻐꾸기 둥지 위로 날아간 새》(1975) 등 1960~1970년대 명작 미국 영화의 촬영 감독으로 참여했다. 그리고 《누가 버지니아 울프를 두려워하랴》(1966)와 《바운드 포 글로리》(1976)를 통해 아카데미 촬영상을 두 번 수상했다. 국제촬영감독협회는 2014년 그의 이름을 영화사에 큰 영향을 남긴 촬영감독 10인의 반열에 올리기도 했다.
2015년 12월 27일 샌타모니카의 병원에서 노환으로 사망했다.

## 연출 작품 목록
| 연도 | 제목                                   | 감독               | 비고        |
| ---- | -------------------------------------- | ------------------ | ----------- |
| 1963 | 《아메리카 아메리카》                  | 엘리아 카잔        |             |
| 1964 | 《베스트 맨》                          | 프랭클린 J. 섀프너 |             |
| 1965 | 《사랑받는 사람》(The Loved One)       | 토니 리처드슨      |             |
| 1966 | 《누가 버지니아 울프를 두려워하랴》    | 마이크 니컬스      |             |
| 1967 | 《밤의 열기 속으로》                   | 노먼 주이슨        |             |
| 1968 | 《토마스 크라운 어페어》               | 노먼 주이슨        |             |
| 1969 | 《미디엄 쿨》                          | 본인               | 제작도 겸함 |
| 1975 | 《뻐꾸기 둥지 위로 날아간 새》         | 밀로스 포만        |             |
| 1976 | 《바운드 포 글로리》                   | 핼 애슈비          |             |
| 1978 | 《귀향》                               | 핼 애슈비          |             |
| 1978 | 《천국의 나날들》                      | 테런스 맬릭        |             |
| 1981 | 《세컨드핸드 하츠》                    | 핼 애슈비          |             |
| 1982 | 《라스베가스의 도박사들》              | 핼 애슈비          |             |
| 1983 | 《사랑 도박》                          | 블레이크 에드워즈  |             |
| 1987 | 《메이트원》                           | 존 세일스          |             |
| 1988 | 《범죄와의 전쟁》                      | 데니스 호퍼        |             |
| 1989 | 《3인의 탈주자》                       | 프랑시스 베베르    |             |
| 1989 | 《블레이즈》                           | 론 셸턴            |             |
| 1991 | 《타인의 돈》                          | 노먼 주이슨        |             |
| 1992 | 《베이브》                             | 아서 힐러          |             |
| 1994 | 《론 이니쉬의 비밀》                   | 존 세일스          |             |
| 1995 | 《캐나다 베이컨》                      | 마이클 무어        |             |
| 1996 | 《멀홀랜드 폴스》                      | 리 타마호리        |             |
| 1996 | 《진실과 탐욕》                        | 에이미 홀든 존스   |             |
| 1999 | 《림보》                               | 존 세일스          |             |
| 2001 | 《61*》                                | 행크 스타인버그    |             |
| 2004 | 《실버 시티》                          | 존 세일스          |             |
| 2006 | 《잠이 필요하다구?》(Who Needs Sleep?) | 본인               |             |